# العلاقات البرازيلية الكوبية
العلاقات البرازيلية الكوبية هي العلاقات الثنائية التي تجمع بين البرازيل وكوبا.

## مقارنة بين البلدين
هذه مقارنة عامة ومرجعية للدولتين:
| وجه المقارنة                                              | البرازيل | كوبا                              |
| --------------------------------------------------------- | --- | --------------------------------- |
| المساحة (كم2)                                             | 8.52 مليون | 109.88 ألف                        |
| عدد السكان (نسمة)                                         | 202.66 مليون | 11.48 مليون                       |
| الكثافة السكانية (ن./كم²)                                 | 23.79 | 104.48                            |
| العاصمة                                                   | برازيليا، ريو دي جانيرو | هافانا                            |
| اللغة الرسمية                                             | برتغالية برازيلية، Brazilian Sign Language ‏ | اللغة الإسبانية                   |
| العملة                                                    | ريال برازيلي، كروزيرو ريال برازيلي ‏، كروزيرو البرازيلية (1990–1993)، البرازيلي كروزادو نوفو، كروزادو برازيلي، cruzeiro ‏، كروزيرو البرازيلية (1942–1967)، الريال البرازيلي (قديم) | بيزو كوبي، بيزو كوبي قابل للتحويل |
| الناتج المحلي الإجمالي (بليون دولار)                      | 2.06 تريليون | 87.13 مليار                       |
| الناتج المحلي الإجمالي (تعادل القوة الشرائية) بليون دولار | 3.22 تريليون |                                   |
| الناتج المحلي الإجمالي الاسمي للفرد دولار أمريكي          | 8.54 ألف |                                   |
| الناتج المحلي الإجمالي للفرد دولار أمريكي                 | 15.89 ألف |                                   |
| مؤشر التنمية البشرية                                      | 0.754 | 0.769                             |
| رمز المكالمات الدولي                                      | +55 | +53                               |
| رمز الإنترنت                                              | .br | .cu                               |
| المنطقة الزمنية                                           | | 00                                |

## مدن متوأمة
في ما يلي قائمة باتفاقيات التوأمة بين مدن برازيلية وكوبية:
- ترتبط ساو باولو مع هافانا باتفاقية توأمة منذ 2004.[16][16][16][16]
- ترتبط دياديما، ساو باولو مع سانتياغو دي كوبا باتفاقية توأمة.
- ترتبط ريو دي جانيرو مع هافانا باتفاقية توأمة منذ 1969.

## منظمات دولية مشتركة
يشترك البلدان في عضوية مجموعة من المنظمات الدولية، منها:
| علم المنظمة | اسم المنظمة                                                          | تاريخ انضمام البرازيل | تاريخ انضمام كوبا |
| ----------- | -------------------------------------------------------------------- | --------------------- | ----------------- |
|             | يونسكو                                                               | 4 نوفمبر 1946         | 29 أغسطس 1947     |
|             | منظمة حظر الأسلحة الكيميائية                                         | ?                     | ?                 |
|             | منظمة التجارة العالمية                                               | ?                     | ?                 |
|             | وكالة حظر الأسلحة النووية في أمريكا اللاتينية ومنطقة البحر الكاريبي ‏ | ?                     | ?                 |
|             | الاتحاد البريدي العالمي                                              | ?                     | ?                 |
|             | منظمة الشرطة الجنائية الدولية                                        | ?                     | ?                 |
|             | الأمم المتحدة                                                        | 24 أكتوبر 1945        | 24 أكتوبر 1945    |
|             | الاتحاد الدولي للاتصالات                                             | 4 يوليو 1877          | 16 يناير 1918     |
|             | مجموعة دول أمريكا اللاتينية والكاريبي                                | ?                     | ?                 |

## وصلات خارجية
- موقع وزارة الخارجية البرازيلية
- موقع وزارة الخارجية الكوبية